# Gersters huis
Gersters huis (Slowaaks: Gersterov dom) is het geboortehuis van Vojtech Mikuláš Gerster (Hongaars: Béla Gerster). Het is een classicistisch gebouw, gelegen aan de Hlavnástraat 9 in de Slowaakse stad  Košice (wijk: Staré Mesto).

## Geschiedenis
Op 20 oktober 1850 werd Vojtech Gerster (†1923) in dit huis geboren. Vojtech Gerster was een belangrijke ingenieur en bouwondernemer. Hij was de ontwerper van het kanaal van Korinthe, was medeontwerper van het Panamakanaal en ontwierp eveneens de spoorlijn die van Košice naar Turňa nad Bodvou leidt.
Aan zijn geboortehuis is te zijner gedachtenis sedert 21 april 1999 een gedenkplaat aangebracht. Daarop leest men een toelichting in drie talen.
Het bord bevat ook miniatuurlandkaarten die het Kanaal van Korinthe en het Panamakanaal voorstellen.
De woning werd gebouwd door Jozef Gerster, in casu Vojtech's grootvader. Deze man had aanvankelijk een eerste huis aangekocht in de Zvonárskástraat (een zijstraat van de Hlavnástraat). Hij liet deze eerste woning nadien vergroten door de bouw van een tweede aansluitende en nieuwe woning in de toentertijd uitbreidende Hlavnástraat. Deze tweede woning is thans gekend als Gersters huis.
Het gebouw staat op een plaats waar ooit een deel van de stadswal van Košice lag. Die stadsmuur werd reeds in de tijd van de Árpáden gebouwd (van 1261 tot 1290), en in de jaren 1830 gesloopt.
Gersters huis werd op 16 oktober 1963 geregistreerd als nationaal cultureel monument van de Slowaakse Republiek. 

## Illustraties

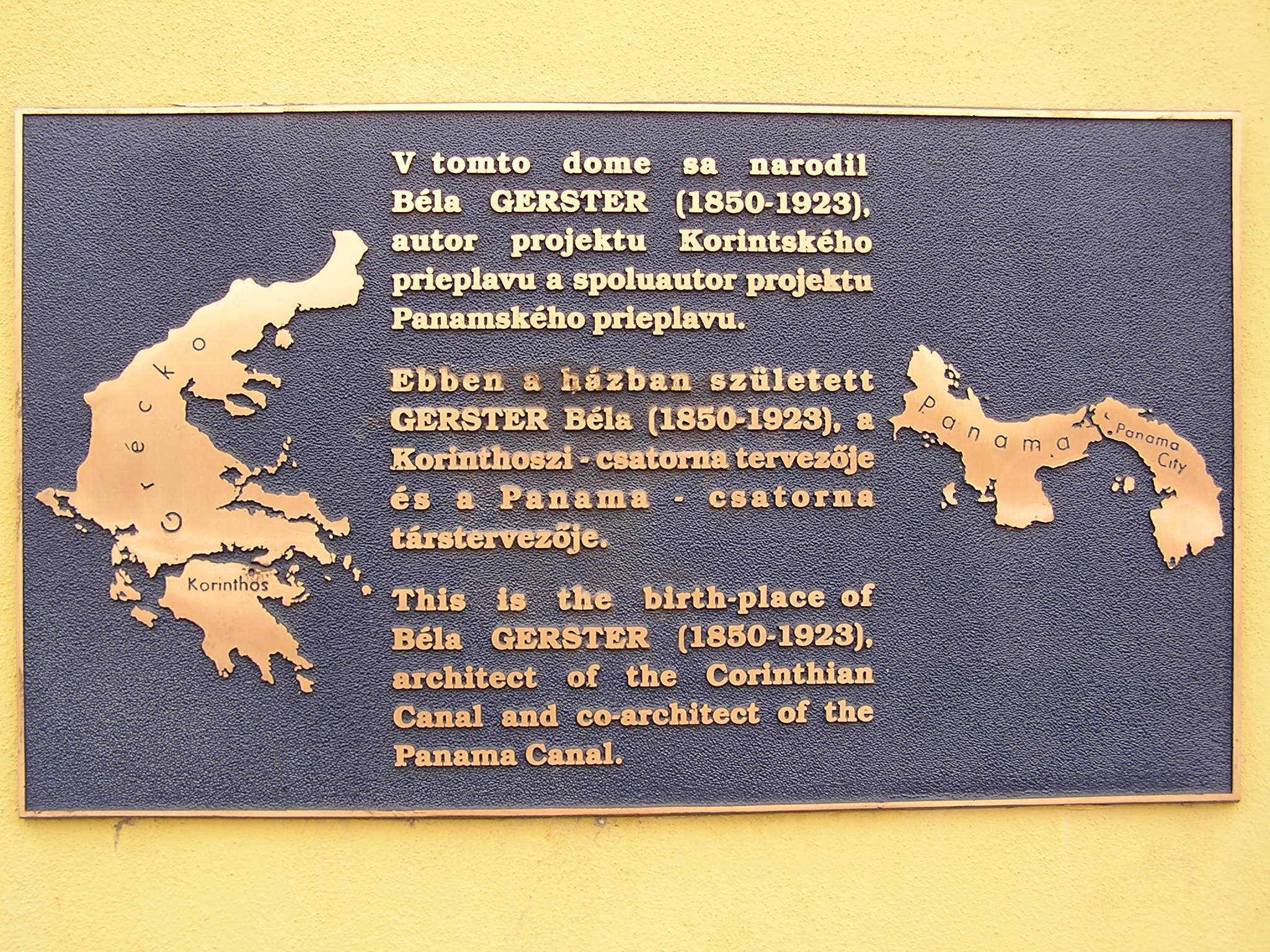
Gedenkplaat aan de woning ter nagedachtenis van Vojtech Gerster.
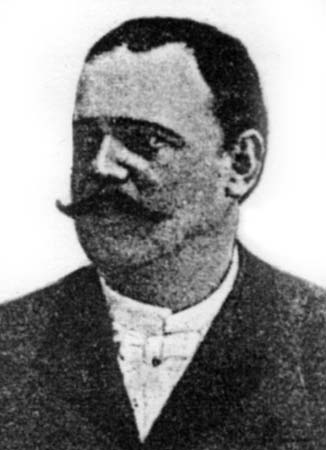
Ingenieur Vojtech Gerster.